# (100403) 1996 AD
(100403) 1996 AD es un asteroide perteneciente al cinturón de asteroides, descubierto el 1 de enero de 1996 por Takao Kobayashi

## Designación y nombre
Designado provisionalmente como 1996 AD.

## Características orbitales
1996 AD está situado a una distancia media del Sol de 2,361 ua, pudiendo alejarse hasta 2,944 ua y acercarse hasta 1,779 ua. Su excentricidad es 0,246 y la inclinación orbital 21,51 grados. Emplea 1325 días en completar una órbita alrededor del Sol.

## Características físicas
La magnitud absoluta de 1996 AD es 15.